# ラジオのあさこ
『ラジオのあさこ』は文化放送で2018年4月7日から開始のラジオの生ワイド番組。

## 概要
これまでの『玉川美沙 ハピリー』の7:00 - 8:45枠を分割したうえで、新しい土曜日午前の生ワイド番組として再出発。
この番組では、いとうあさこをパーソナリティに据えて、「誰が聴いてもハッピーな気分になれる番組作り」を行うもので、内容は1980年代のJ-POPをいとう自身が曲を選んで送る「あさこJUKEBOX（仮）」とこの1週間に伝えられたニュースを選んで送る「私、知っておいたほうがいいですか（仮）」という2つのコーナーが展開されることになっている。
なお、いとうは文化放送で2009年10月から『大竹まこと ゴールデンラジオ!』の水曜担当のリポーターを務めているが、ラジオの冠番組はこれが初めてとなる。
2018年10月6日より、放送時間が9:00までに拡大された。
2021年6月に発表された、晋遊舎「リスナーが本気で選んだラジオ番組最強番付2021」インタビュー熱望部門で2位を獲得した。

## 放送時間
- 毎週土曜日 7:00 - 8:45（2018年4月7日 - 2018年9月29日）
- 毎週土曜日 7:00 - 9:00（2018年10月6日 - ）

## 出演者
- パーソナリティ：いとうあさこ
- アシスタント：砂山圭大郎（文化放送アナウンサー）

## タイムテーブル
7:00　オープニング
7:15　文化放送ニュース・天気予報・交通情報（JARTIC）
7:45　天気予報・交通情報（JARTIC）
8:05　文化放送ニュース・天気予報・交通情報（JARTIC）
8:35　ヤマダすまいるショッピング
8:45　天気予報・交通情報（JARTIC）
8:55　エンディング